# 佩塔卡斯火山

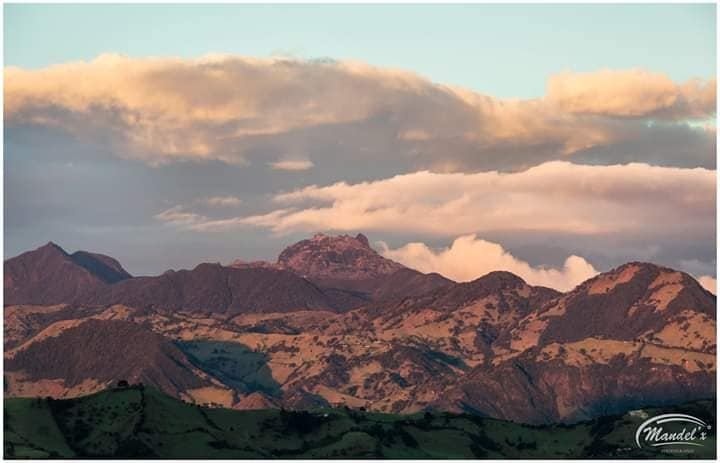
佩塔卡斯火山

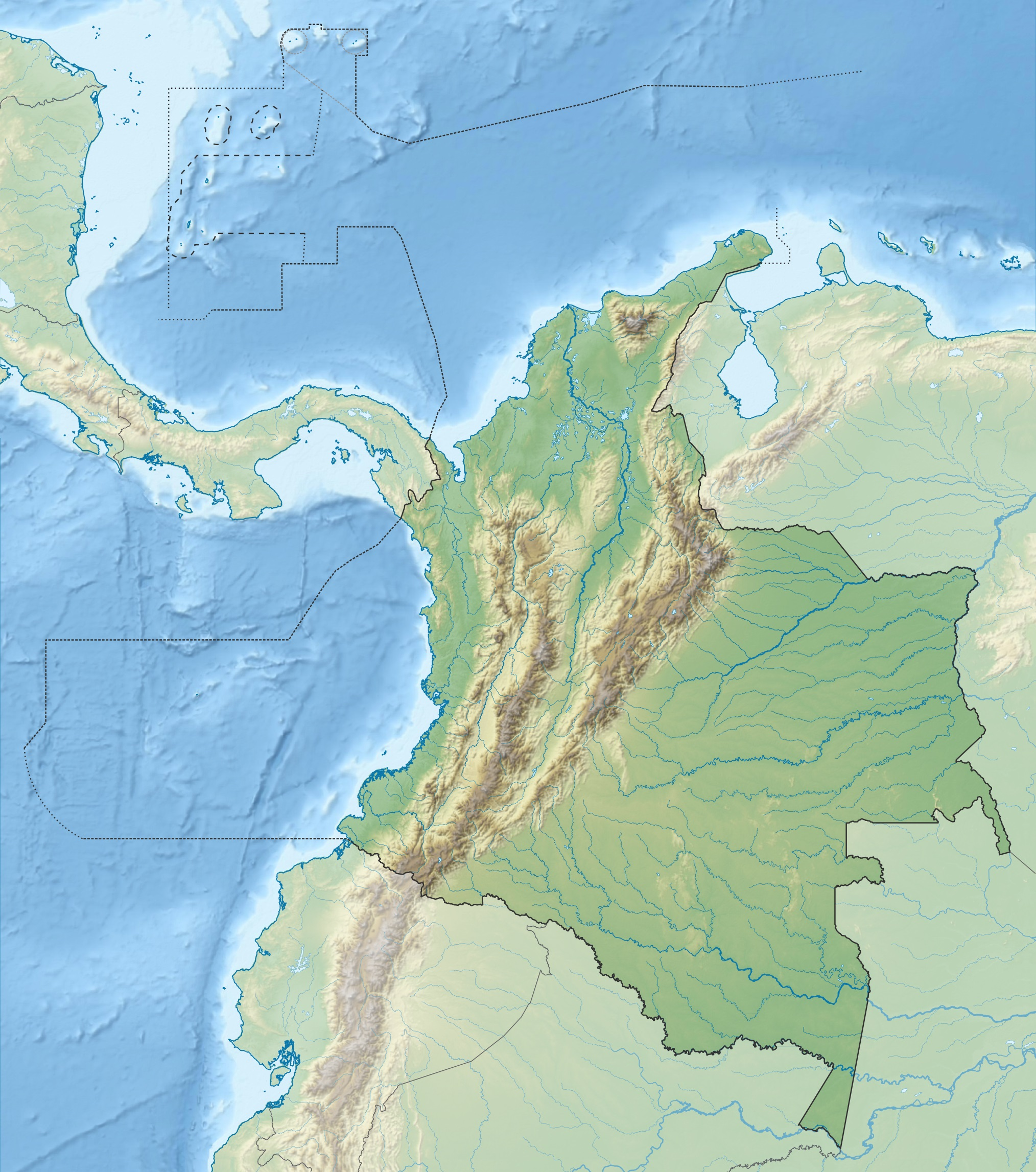
map

1°34′01″N 76°51′25″W / 1.56694°N 76.85694°W
佩塔卡斯火山（西班牙語：Volcán Petacas），是哥倫比亞的火山，位於該國西南部，處於考卡省和納里尼奧省接壤的邊界，屬於哥倫比亞中部山脈的一部分，海拔高度4,054米。